# Nagelbänk

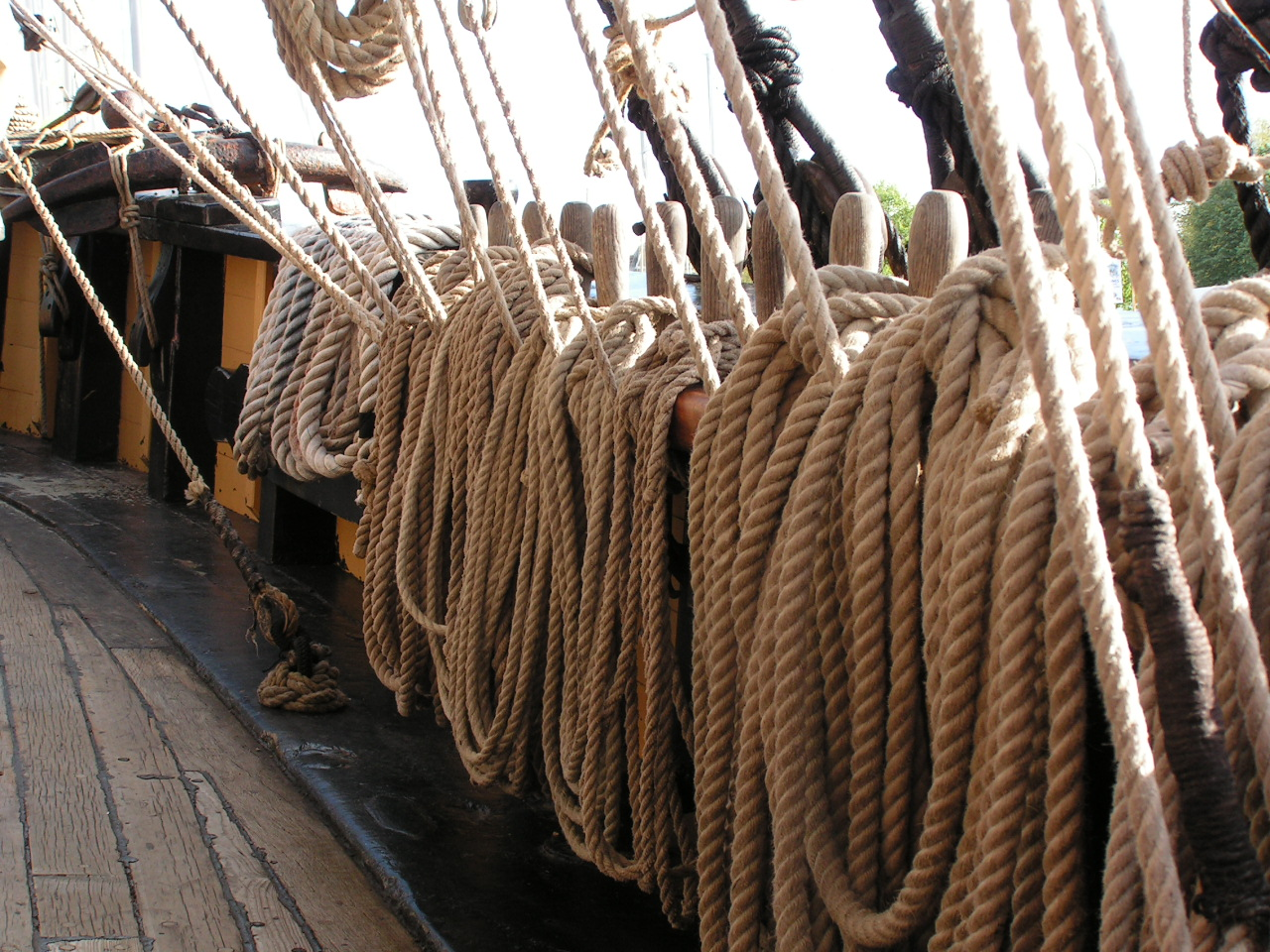
Del av nagelbänk på fartyget Phoenix. Själva nagelbänken är skymd av de olika linorna

En nagelbänk är ett bräde på segelfartyg, vid brädgångens långsidor eller vid masterna, vid vilket löpande gods (rep som skall kunna justeras under segling) beslås (fästs) med hjälp av koffernaglar.
I synnerhet på fartyg med råsegel har riggen en stor mängd olika rep, varför ordningen i nagelbänkarna är viktig. Bland repen kan nämnas skot, brassar och toppläntor för justering av seglens och rårnas vinkel, gårdingar och gigtåg för samlande av seglen då de skall revas eller bärgas och fall för lyftande av snedsegel och vissa rår.